# Seselphisis
Seselphisis is een geslacht van rechtvleugeligen uit de familie sabelsprinkhanen (Tettigoniidae). De wetenschappelijke naam van dit geslacht is voor het eerst geldig gepubliceerd in 2012 door Hugel.

## Soorten
Het geslacht Seselphisis omvat de volgende soorten:
- Seselphisis praslinensis Hugel, 2012
- Seselphisis visenda Bolívar, 1912